# Списък на политическите партии в Дания
Дания има многопартийна система.

## Парламентарно представени партии
| Партия                          | Места в Парламента (2015) | Идеология                  |
| ------------------------------- | ------------------------- | -------------------------- |
| Социалдемократи                 | 47                        | Социалдемокрация           |
| Датска народна партия           | 37                        | Национален консерватизъм   |
| Левица                          | 34                        | Консервативен национализъм |
| Единна листа - червено-зелените | 14                        | Демократичен социализъм    |
| Либерален алианс                | 13                        | Либерализъм                |
| Алтернативата                   | 9                         | Зелена политика            |
| Радикална левица                | 8                         | Социален либерализъм       |
| Социалистическа народна партия  | 7                         | Демократичен социализъм    |
| Консервативна народна партия    | 6                         | Консерватизъм              |
| Народна общност                 | 1                         | Демократичен социализъм    |
| Напред                          | 1                         | Социалдемокрация           |
| Република (партияЧ              | 1                         | Ляв национализъм           |
| Социалдемократическа партия     | 1                         | Социалдемокрация           |

## Извънпарламентарни партии
- Християндемократи
- Фокус
- Датско националсоциалистическо движение